# 机动战士GUNDAM SIDE STORIES
《机动战士GUNDAM SIDE STORIES》是万代南梦宫娱乐在2014年5月29日于PlayStation 3平台发售的动作游戏。有通常版和限定版（Limited Edition）两个版本。
《SIDE STORIES》是自机动战士高达外传 宇宙、闪光的尽头…发售11年后的又一部机动战士高达外传作品，本作中收录有新作《MISSING LINK》和另外6部外传旧作。
限定版中除游戏外，还包含设定资料集、CD和HGUC电镀版模型。

## 收录作品
- 机动战士高达外传 THE BLUE DESTINY
- 机动战士高达外传 殖民地堕落之地…
- ZEONIC FRONT 机动战士高达0079
- 机动战士高达战记 Lost War Chronicles
- 机动战士高达外传 宇宙、闪光的尽头…
- 机动战士高达 CROSS DIMENSION 0079
- 机动战士高达外传 MISSING LINK

## MISSING LINK

### 登场人物

#### 地球联邦军

##### 奴隶幽灵队（Slave Wraith）
特拉维斯·柯克兰（Travis Kirkland，声：藤原启治/小松史法（GUNDAM VERSUS））
一年战争时为39岁。军衔为中尉。奴隶幽灵队队长。
在队中代号是:“修理工（Fixer）”
弗雷德·利伯（Fred Reber，声：野岛健儿）
一年战争时为20岁。军衔为军曹。
在队中代号是:“开膛手（Ripper）”
马文·赫里奥特（Marvin Herriot，声：武虎）
一年战争时为36岁。军衔为少尉。
在队中代号是:“轰炸机（Bomber）”
爱德华·李（Edward Lee，声：下山吉光）
一年战争时为23岁。军衔为伍长。
在队中代号是:“租赁车（Hire）”
多丽丝·布兰德（Doris Brand，声：泽城美雪）
一年战争时为23岁。军衔为曹长。
在队中代号是:“潜水员（Diver）”

##### 其他
格雷夫（Grave）
在游戏中仅被提及名字的人物。在奥古斯塔的绝密研究设施中的非人道实验曝光后，自杀身亡。
克洛艾·克罗切（Chloe Croce，声：能登麻美子）
驾驶苍白骑士的少女。一年战争时为15岁（U.C.0090时为25岁）。因为一年战争而变成孤儿，被奥古斯塔研究所收养，在那里作为苍白骑士的驾驶员而受到各种各样的人体强化。

#### 吉翁公国军

##### 马加锡亚队
文森特·格莱斯纳（Vincent Gleissner，声：樱井孝宏）
一年战争时为18岁。军衔为曹长（后晋升为少尉）。隶属G小队。
道格·施奈德（Doug Schneid，声：安元洋贵）
一年战争时为39岁。军衔为大尉。
利贝里奥·林克（Liberio Lincke，声：木村良平）
一年战争时为18岁。军衔为伍长。隶属G小队。
文森特的朋友。